# 1980 au Maroc
Chronologie du Maroc
- 1976
- 1977
- 1978
- 1979
- 1980
- 1981
- 1982
- 1983
- 1984

Cet article présente les faits marquants de l'année 1980 au Maroc ou relatifs au Maroc.

## Événements
- Décembre 1979 à mai 1980 : siège de Zag entre les troupes du Front Polisario et l'armée marocaine à Zag, au Maroc.
- 25 et 26 janvier : bataille d'Akka opposant les troupes du Front Polisario et l'armée marocaine dans la localité d'Akka et ses alentours, au Maroc.
- 1er-12 mars, guerre du Sahara occidental : échec de l’opération Imann. Déroute de l’armée marocaine dans le Djebel Ouarkziz au sud du Maroc face au Front Polisario[1].
- 28 - 29 avril : sommet extraordinaire de l’OUA à Lagos. Plan d’action de Lagos pour la création d’une Communauté économique africaine d’ici l’an 2000 afin d’assurer l’intégration économique, culturelle et sociale du continent[2].
- 1er - 4 juillet : le sommet de l’OUA à Freetown oppose les partisans du Maroc et ceux du Front Polisario soutenu par l’Algérie dans le conflit du Sahara occidental[2]. L’admission de la RASD est suspendue[3].
- Août : début de la construction du mur des sables au Sahara occidental[3].

## Sports
- Championnat d'Afrique de basket-ball 1980, dixième édition du championnat d'Afrique des nations. Elle s'est déroulée du 22 au 30 mars 1980 à Rabat au Maroc. Le Sénégal remporte son quatrième titre et se qualifie pour les Jeux olympiques de Moscou.
- La Coupe du Maroc de football 1979-1980, Coupe du Trône,  est la vingt-quatrième édition de la compétition.
- La Coupe du Maroc de football 1980-1981, Coupe du Trône, est la vingt-cinquième édition de la compétition.

## Culture
- Le Maroc a participé au Concours Eurovision de la chanson 1980, le 19 avril à La Haye aux Pays-Bas. C'est la première et — à ce jour — dernière participation du Maroc au Concours Eurovision de la chanson.